# Jean-Aubin Dumoustier de Frédilly
Pour les articles homonymes, voir Dumoustier.
Pour les autres membres de la famille, voir Famille Dumoustier.
Jean-Aubin Dumoustier, seigneur de Frédilly, né le 11 juillet 1752 à Loudun et mort le 16 décembre 1827 à Paris, est un négociant, armateur, banquier et homme politique français.

## Biographie
D'une ancienne famille protestante du Poitou, fils cadet de Pierre Jean Dumoustier de Vrilly, avocat du roi à la prévôté et bailliage de Loudun, et de Louise-Marguerite-Jeanne Vinsonneau, Jean-Aubin Dumoustier de Frédilly s'établit à La Rochelle comme négociant en 1775 et y fonde une maison de commerce. Il entretient d'importantes relations avec la colonie de Saint-Domingue, où son frère, Samuel Dumoustier de Vrilly, est établie, et y crée plusieurs entreprises, dont notamment une plantation de café à la Nouvelle-Lorraine au Grand Fond de la Croix-des-Bouquets et une plantation de sucre à Torbeck.
En 1778, avec son frère Jean-Samuel et Pierre-Isaac de Jarnac, ils arment en corsaire Le Baron de Montmorency, trois mâts de 260 tonneaux, doté de vingt canons et vingt-six pierriers, qu'ils confient au jeune capitaine Joseph Micheau. L'investissement initial se porte à près de 134 000 livres. La pratique de la guerre de course n'est plus tellement d'usage dans la port rochelais au XVIIIe siècle et de grandes difficultés de recrutement de l'équipage se posent face à la concurrence de la Marine royale au port voisin de Rochefort. Sollicité, le commandant de la Marine à Rochefort leur répond ainsi « qu'en raison des besoins immenses de la marine en gens de mer, il ne lui est pas possible de destiner à ce corsaire aucun matelot se trouvant à Rochefort ».
Il devient syndic de la Chambre de commerce de l'Aunis en 1787, puis consul.
En 1781, il épouse Jeanne Victoire Joly, fille d'Étienne Claude Joly, ancien syndic de la Chambre de commerce de l'Aunis, et de Suzanne Liège, ainsi que cousine germaine du baron Louis-Jean-Samuel Joly de Bammeville. Leur fils épousa la fille de l'armateur Michel Poupet dont l'hôtel particulier à La Rochelle est devenu l'Hôtel de préfecture de la Charente-Maritime.
Il acquiert l'hôtel Dupaty de Clam en 1790.
Le 31 août 1791, il est élu à l'Assemblée législative comme député de la Charente-Inférieure. À la Chambre, il siège avec modération et renonce à la politique en 1792.
Avec Admyrauld, il avance une somme pour aider à la fortification de la ville de La Rochelle.
Inscrit sur la liste des notables de La Rochelle en 1793, il doit liquider ses opérations d'armement à la suite des événements de Saint-Domingue durant lesquels plusieurs de ses propriétés sont pillées et incendiées.
En 1797, il s'installe à Paris et y fonde une maison de banque.
Lors du rétablissement des cultes, il devient membre du Consistoire de l'église réformée de Paris.

## Sources
- Dictionnaire des parlementaires français de 1789 à 1889 (Adolphe Robert et Gaston Cougny)
- René François Eugène Eschassériaux, Assemblées électorales de la Charente-Inférieure, 1790-1799, 1868
- Brice Martinetti, Les négociants de La Rochelle au XVIIIe siècle, Presses universitaires de Rennes, 2019
- Henri Feuilleret, Biographie de la Charente-Inférieure (Aunis & Saintonge), Clouzot, 1877
- Eugène Réveillaud, Histoire politique et parlementaire des départements de la Charente et de la Charente-Inférieure de 1789 à 1830, Rogé, 1911